# Nuoto di fondo ai Campionati africani di nuoto 2022
Le gare di nuoto di fondo ai Campionati africani di nuoto 2022 si disputarono il 25 agosto 2022, presso la spiaggia di Gammarth, un quartiere a nord di Tunisi in Tunisia.

## Podi

### Uomini
| Evento          | Oro                     | Perform. | Argento                              | Perform. | Bronzo                              | Perform. |
| Acque libere    |                         |          |                                      |          |                                     |          |
| 3 km (dettagli) | Marwan El-Amrawy Egitto | 57'54"   | Mohamed Tarek Kareem Elboushy Egitto | 1h2'9"   | Mohamed Khalil Ben Chaabane Tunisia | 1h2'12"  |

### Donne
| Evento          | Oro                    | Perform. | Argento                   | Perform. | Bronzo                     | Perform. |
| Acque libere    |                        |          |                           |          |                            |          |
| 3 km (dettagli) | Lamis El Sokary Egitto | 1h6'49"  | Samantha Randle Sudafrica | 1h7'10"  | Jamila Boulakbèche Tunisia | 1h10'50" |

## Medagliere
Nazione ospitante 
| Posiz. | Nazione   | Oro | Argento | Bronzo | Totale |
| ------ | --------- | --- | ------- | ------ | ------ |
| 1      | Egitto    | 2   | 1       | 0      | 3      |
| 2      | Sudafrica | 0   | 1       | 0      | 1      |
| 3      | Tunisia   | 0   | 0       | 2      | 2      |
| Totale | Totale    | 2   | 2       | 2      | 6      |